# Satala
Satala è il nome dell'antica fortezza legionaria della provincia romana della Cappadocia, che corrisponde all'odierna località turca di Sadak, dove è stato individuato l'omonimo sito archeologico. 

## Storia

### Da Tiberio a Nerone
In seguito all'annessione della provincia di Cappadocia, avvenuta sotto l'imperatore Tiberio nel 17 furono posti lungo il fiume Eufrate alcuni forti militari a presidio del settore settentrionale del limes settentrionale orientale, a guardia dei confini con il regno d'Armenia. E qui come in altre località potrebbe essere sorto un primo sito di milizie ausiliarie.

### Da Vespasiano allaNotitia Dignitatum
Una volta terminata la guerra civile e volgendo ormai verso la conclusione la prima guerra giudaica, la legio XII Fulminata e la XVI Flavia Firma furono destinate alla provincia di Cappadocia dal 72/73, la prima con destinazione Melitene, la seconda fu posizionata a Satala, a protezione del confine dell'Eufrate.
La legione XVI Flavia rimase fino alla fine principato di Traiano, quando al termine delle campagne militari contro la Partia, fu rimpiazzata dalla legio XV Apollinaris (dal 117), che rimase a presidio di questo tratto di limes fino alla fine del IV secolo come è testimoniato dalla Notitia Dignitatum (databile al 387 circa).

## Sito archeologico
Nel sito è stata scoperta, per la prima volta in Anatolia, anche una necropoli militare, dove oltre agli scheletri dei defunti, è stata ritrovata una Diplomata in bronzo, che attestava l'avvenuto congedo del soldato dal servizio nell'esercito romano. 
Gli scavi, inoltre, hanno riportato alla luce la porta principale originale del Castrum, le mura datate all'epoca medievale, e diversi oggetti come ceramiche lavorate a mano e reperti di epoca ellenistica, armature militari, numerose punte di freccia, maschere teatrali, lucerne e monete romane.
Di particolare valore il ritrovamento di una Cintura di bronzo appartenuta ad un guerriero del regno di Urartu, un antico regno dell'antica Armenia tra il IX e il VI secolo a.C., che potrebbe far pensare all'allargamento della sua area di influenza a questa regione.

### Fonti primarie
- Strabone, Geografia.
- Svetonio, Vite dei Cesari: Augusto, Tiberio, Caligola, Claudio.
- Tacito, Annales, libri I-X.

### Fonti secondarie
- AAVV., Atlante Storico De Agostini, Novara 1979.
- Julian Bennett, The cappadocian frontier: from the Julio-Claudians to Hadrian, in 18th International Congress of Roman Frontier Studies, a cura di P.Freeman, J.Bennett, Z.T.Fiema e B.Hoffmann, Oxford 2002.
- D.B.Campbell, Roman legionary fortresses 27 BC - AD 378, Oxford 2006.
- T. Cornell e J. Matthews, Atlante del Mondo romano, Novara 1984.
- Y. Le Bohec, L'esercito romano da Augusto a Caracalla, Roma 1992.
- E. Luttwak, La grande strategia dell'Impero romano, Milano 1991.
- H. Parker, The roman legions, New York 1958.
- G. Webster, The roman imperial army, Londra-Oklahoma 1998.

### Personaggi
- Tiberio Claudio Nerone
- Gneo Domizio Corbulone
- Vespasiano

### Località geografiche/altro
- Cappadocia (provincia romana)
- Lista di fortezze legionarie romane
- Limes romano
- Legio XVI Flavia Firma
- Melitene